# 笠松町中央公民館
笠松中央交流センター（かさまつちゅうおうこうりゅうセンター）は、岐阜県羽島郡笠松町常盤町6番地にある公共施設。2023年（令和5年）10月1日に笠松町中央公民館から改称した。
笠松町交流センターの一つである。

## 概要
1974年（昭和49年）、笠松町中央公民館として竣工。笠松町民体育館を併設する。まちの駅に登録されており、まちの駅としての名称は「心の駅」である。
2023年（令和5年）10月1日に社会教育拠点の施設から社会教育・まちづくり拠点の施設へ変更。同時に「笠松中央交流センター」に改称。

## 施設
- 1階

事務室、集会室、和室、調理室、会議室（3部屋）
- 2階

図書室、学習室（2部屋）、茶華道室、視聴覚室、会議室（2部屋）、掲示場（2ヶ所）
- 3階

大ホール、音楽室、被服室、手工芸室、会議室（2部屋）

## 建築
鉄筋コンクリート造、地上3階建て。設計は岬建築事務所の坂田美郎である。坂田は岐阜県を中心に活動しており、総合犬山中央病院（愛知県犬山市）、岐阜教育大学（岐阜県岐阜市）、大垣信用金庫本店（岐阜県大垣市）、北方町立図書館（岐阜県本巣郡北方町）、大垣共立銀行小牧支店（愛知県小牧市）、共立コンピューターサービス（岐阜県大垣市）、やまと総合センター（岐阜県郡上市）、円徳寺会館（岐阜県岐阜市）などの設計を手掛けている。

## 利用案内

### 中央交流センター
- 利用時間

午前9時～午後9時30分
- 休館日

年末年始（12月29日～1月3日）

### 図書室
- 貸出冊数

図書5冊まで、雑誌3冊まで
- 貸出期限

14日以内
- 利用可能者

笠松町在住・在勤・在学者、近隣市町村（岐阜市・羽島市・各務原市・岐南町）在住者

## 交通アクセス
- 名鉄名古屋本線・竹鼻線 笠松駅から徒歩で約5分[6]。